# Burgess-Reagenz
Das Burgess-Reagenz ist ein sehr mildes und syn-selektives Dehydratisierungsreagenz.

## Gewinnung und Darstellung
Das hier beschriebene Methylderivat, das heute unter der Bezeichnung Burgess-Reagenz auch kommerziell erhältlich ist, wurde erstmals 1970 von Crabbé und Léon hergestellt. Die Synthese erfolgte allerdings nach einer Arbeitsvorschrift, die bereits 1968 von Burgess für das Ethylderivat veröffentlicht wurde. Das hier beschriebene Reagenz wird aus Chlorsulfonylisocyanat mit Methanol und Triethylamin in Benzol hergestellt. Für das Ethylderivat wird nach analogem Verfahren mit Ethanol anstelle von Methanol gearbeitet.

## Verwendung
Das Burgess-Reagenz findet bei der Burgess-Wasserabspaltung Anwendung. Bei dieser Namensreaktion handelt es sich um eine Dehydratisierung von sekundären und tertiären Alkoholen, um die entsprechenden Olefine in einer  syn-Eliminierung gezielt zu synthetisieren.
Später wurden weitere Anwendungsmöglichkeiten für das Burgess-Reagenz beschrieben.

### Synthese von Isonitrilen
Aber auch andere Verbindungen können mit dem Burgess-Reagenz umgesetzt werden. Zum Beispiel reagieren Formamide in einer Reaktion mit dem Burgess-Reagenz unter formaler Wasserabspaltung zu Isonitrilen:

### Synthese von Nitrilen
In der zweiten Hälfte der 1980er wurde das Burgess-Reagenz auch für die Dehydratisierung primärer Amide und Oxime zu den korrespondierenden Nitrilen bei Raumtemperatur genutzt:

### Synthese von Nitriloxiden
Reagieren primäre Nitroalkane mit dem Burgess-Reagenz, lassen sich Nitriloxide synthetisieren:

### Synthese von Carbamaten
Primäre Alkohole reagieren mit dem Burgess-Reagenz zu den korrespondierenden Carbamaten, welche durch die anschließende Hydrolyse wiederum zu primären Aminen reagieren: